# Xilinguole
Le Xilinguole (chinois simplifié : 锡林郭勒马 ; chinois traditionnel : 錫林郭勒馬 ; pinyin : Xī lín guō lè mǎ) est une race chevaline de selle originaire de la ligue du même nom, dans la Mongolie-Intérieure, en Chine. Développé en Chine à partir de nombreux croisements, il descend notamment du cheval mongol chinois, amélioré par le  Sanhe, l'Akhal-Teké, le Pur-sang, le Kabardin et le cheval du Don à partir des années 1960. Il est destiné originellement à la selle et à la traction légère, mais on le retrouve de plus en plus souvent en lien avec le tourisme.

## Dénomination
Il existe deux graphies différentes pour le nom de cette race créée en Chine. Le nom enregistré pour cette race chinoise dans la base de données de la FAO est « Xilinguole ». Cependant, le dictionnaire de CAB International et l'ouvrage de l'université d'Oklahoma emploient le nom « Xilingol ».

## Histoire
La région du Xilin Gol est une vaste zone de steppe. Dans les années 1960, une expérience zootechnique vise à créer une nouvelle race équine,. Pour cela, des croisements sont pratiqués sur le cheptel de chevaux mongols chinois, avec le Sanhe, des Pur-sangs russes et des Akhal-Teké. Plus tard, des Kabardins et le cheval du Don sont eux aussi croisés avec les chevaux mongols chinois, ainsi que des Highkravnaya (Pur-sangs améliorés) de Russie. Le résultat est une nouvelle race, qui prend le nom de sa région, le Xilin Gol.

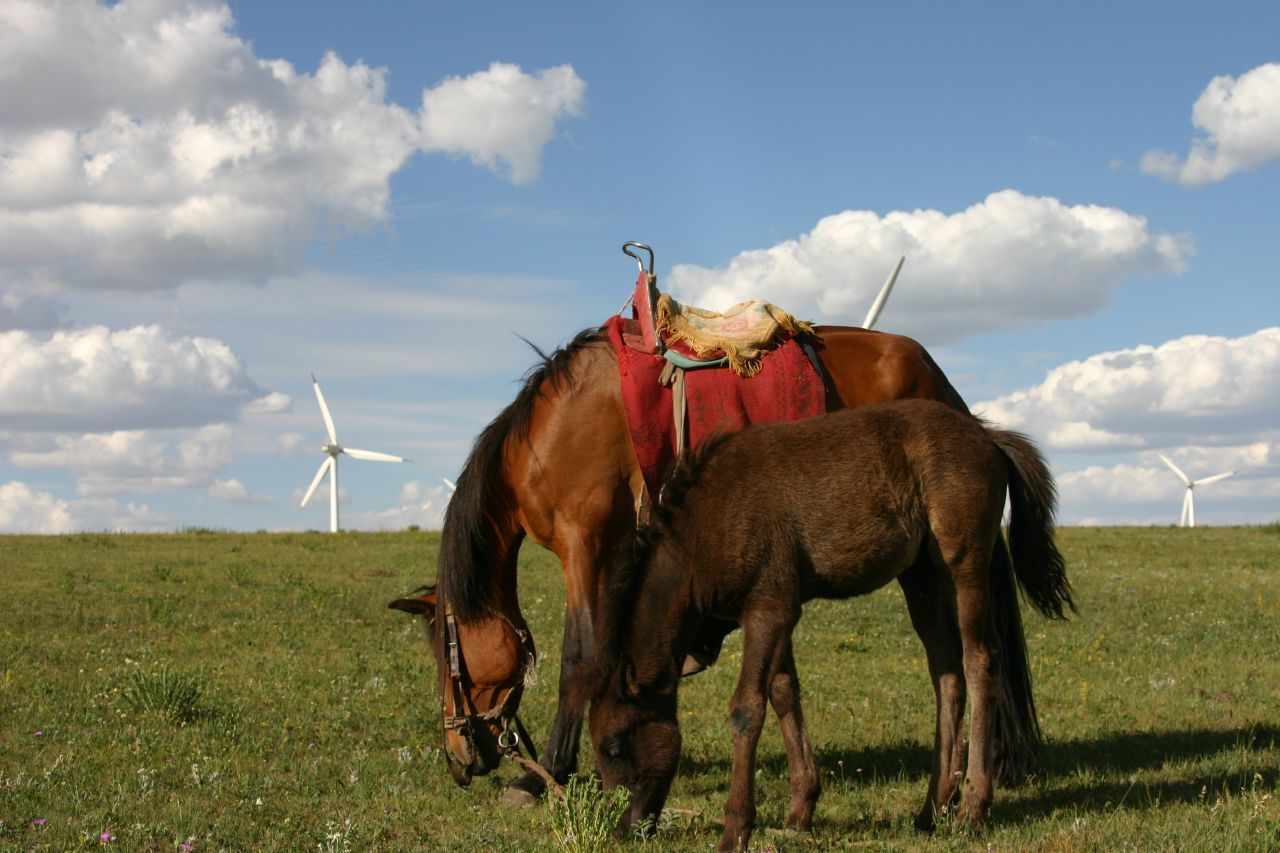
Cheval mongol chinois
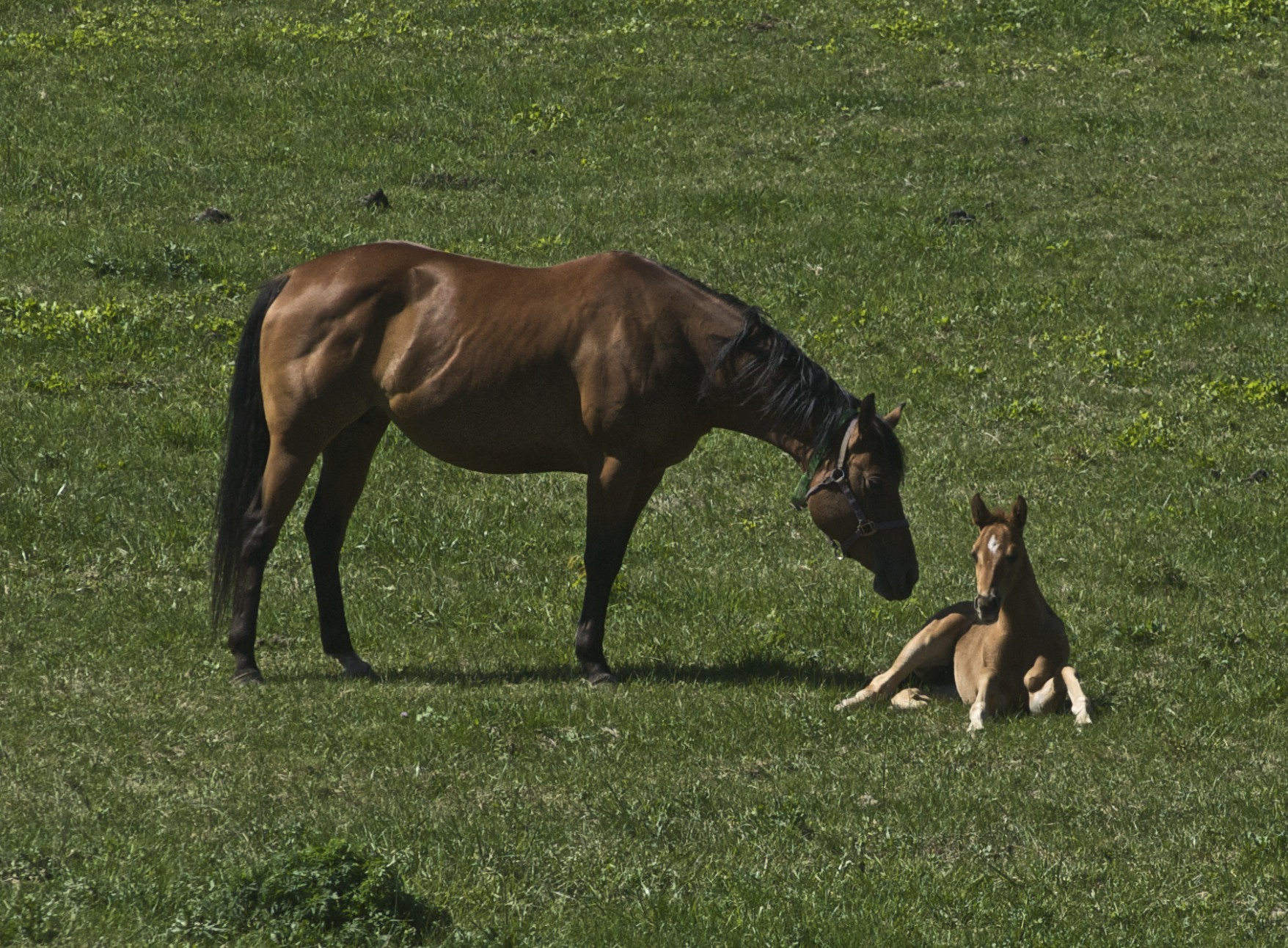
Pur-sang
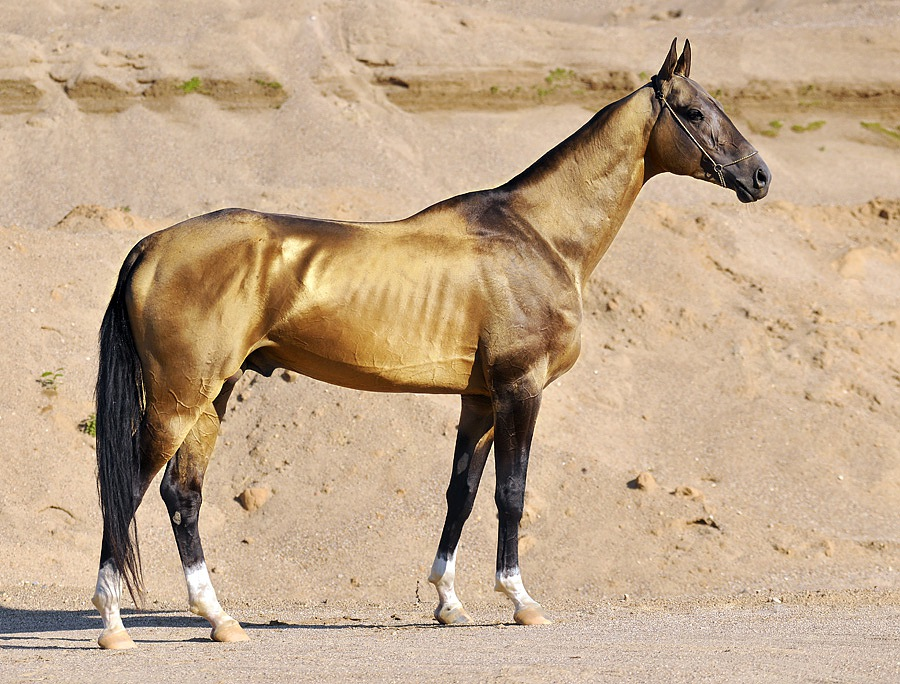
Akhal-Teke
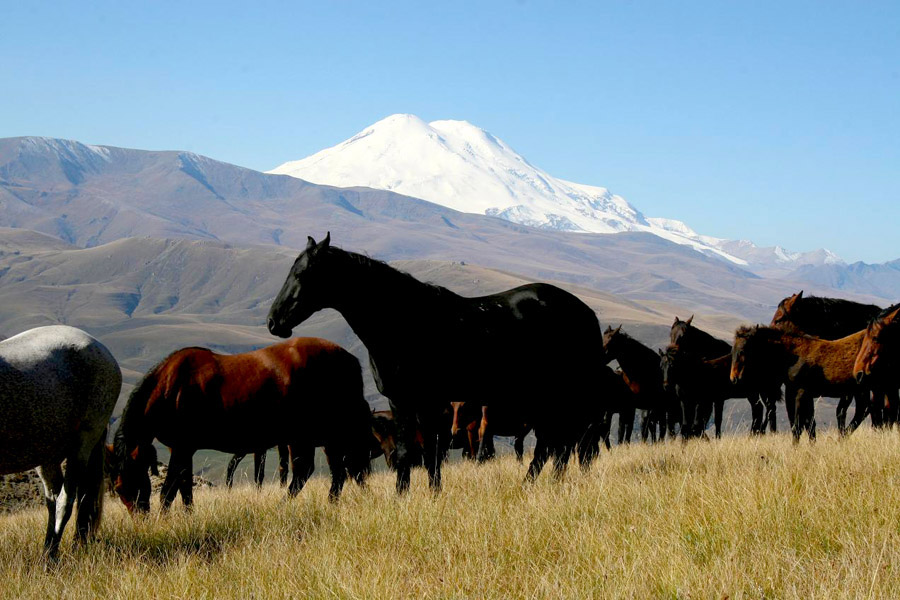
Kabardin
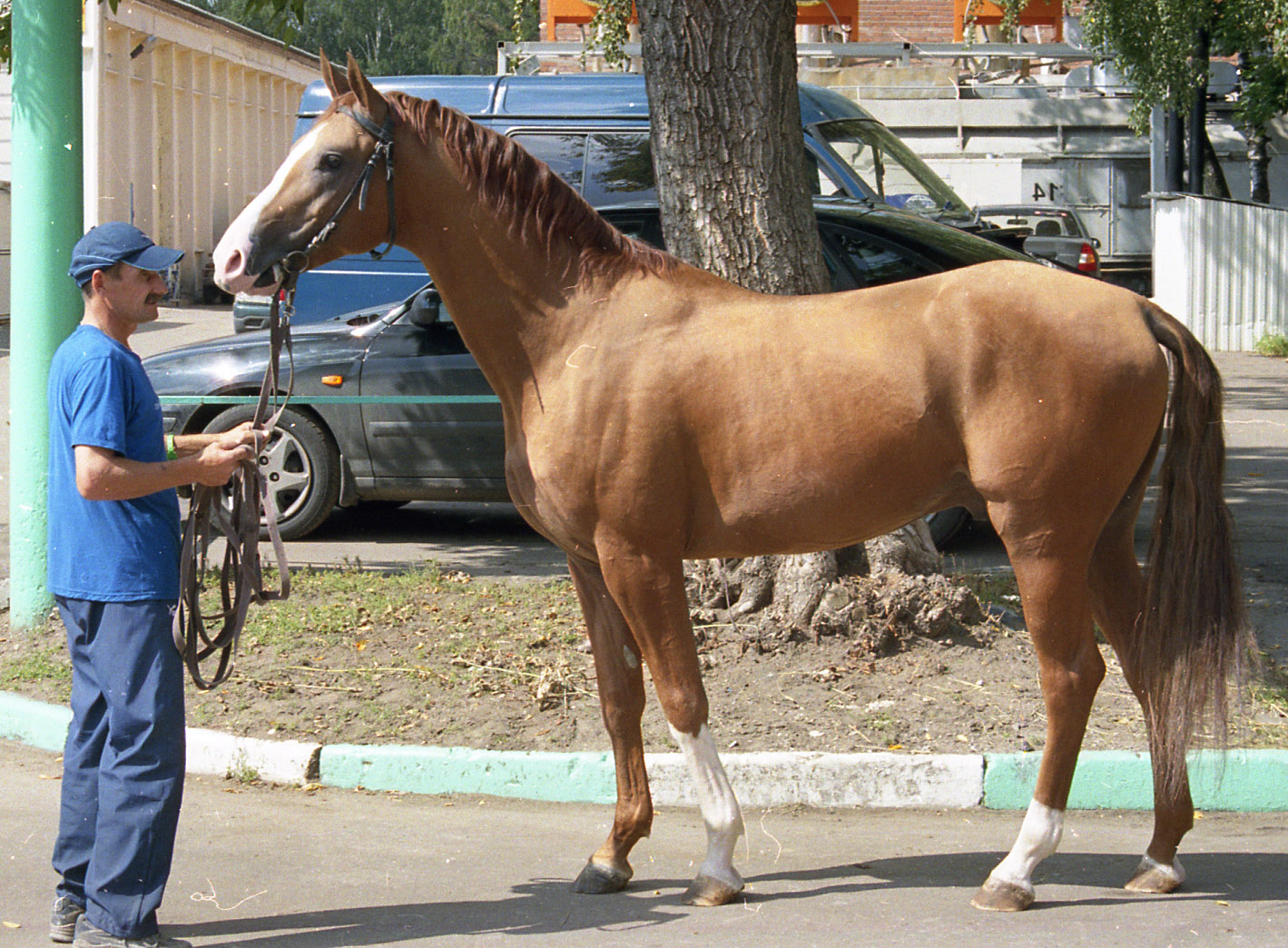
Cheval du Don

## Description
La taille moyenne va de 1,44 m à 1,52 m selon Hendricks (2007), de 1,47 m à 1,52 m selon l'édition 2016 du dictionnaire de CAB International. Le Xilinguole se présente comme un cheval de selle et de trait léger harmonieux et très rapide, douée d'une endurance exceptionnelle. La couleur de robe est généralement simple.
Dans sa région originelle, l'élevage équin s'effectue en système extensif, avec des hardes d'environ 200 têtes. Ce système promulgué dans les années 1980 a entraîné une dégradation de l'environnement, à cause du piétinement.

## Utilisation
Le Xilinguole est avant tout un cheval de selle, mais il sert aussi à la traction légère. Il participe désormais à la réputation touristique de sa région originelle.

## Diffusion de l'élevage
C'est une race considérée comme commune et comme développée, c'est-à-dire créée en Chine à partir de différents croisements avec des chevaux d'origine étrangère. Bien qu'elle soit répertoriée parmi les 51 races de chevaux chinoises présentes dans la base de données DAD-IS de la FAO, celle-ci ne donne aucune information à son sujet, et aucun effectif. Cependant, l'élevage équin représente toujours une tradition extrêmement importante dans le Xilin Gol, puisque la région a été déclarée « capitale chinoise du cheval » en 2010. Elle attire notamment un important tourisme, les personnes étant à la recherche de traditions authentiques telles que la traite du lait de jument et l'équitation locale.
Le niveau de menace pesant sur la race est inconnu.